# Eurypon nigrum
Eurypon nigrum är en svampdjursart som beskrevs av Patricia R. Bergquist 1967. Eurypon nigrum ingår i släktet Eurypon och familjen Raspailiidae. Inga underarter finns listade i Catalogue of Life.